# あなたを見つめて
「あなたを見つめて」（あなたをみつめて）は、1991年11月20日に発売された小田和正通算7作目のシングル。発売元はファンハウス。

## 解説
TBS系列『筑紫哲也 NEWS23』のテーマソングであり、自身初めての映画監督作品『いつか どこかで』の挿入歌。アルバム『sometime somewhere』では『冬子のテーマ』とサブタイトルが付いている。カップリングの「恋する二人」も、映画『いつか どこかで』の挿入歌。

## 収録曲
1. あなたを見つめて (4:11)
筑紫哲也ニュース23（TBS系）エンディング・テーマソング
2. 恋する二人 (3:44)

- 作詞・作曲・編曲：小田和正(#1,2)